# Gospodar sveta
Gospodar sveta (v originalu Lord of the world) je distopični znanstveno-fantastični roman,  ki ga je leta 1907 napisal Monsignor Robert Hugh Benson. Dale Ahlquist, Joseph Pearce, Papež Benedikt XVI. in Papež Frančišek so ga označili za preroškega.
Roman govori o Antikristu in o koncu sveta, idejo zanj pa je avtor dobil od prijatelja in literarnega mentorja, Fredericka Rolfeja, v decembru 1905. Rolfe je Bensona tudi seznanil z deli francoskega utopičnega socialista, Clauda Henrija de Rouvroja.